# Budapesti Honvéd SE
Domino BHSE je mađarski vaterpolski klub iz Budimpešte.

## Uspjesi
- Euroliga: 2004.
- Europski superkup: 2004.

- Prvenstvo Mađarske: 2001., 2002., 2003., 2004., 2005., 2006.
- Kup Mađarske: 1953., 1954., 1958., 1959., 1979., 1999., 2006.
- Superkup Mađarske: 2002., 2005.